# Seldalsfjall (berg i Island, Austurland)
Seldalsfjall är ett berg i republiken Island. Det ligger i regionen Austurland, 400 km öster om huvudstaden Reykjavík. Toppen på Seldalsfjall är 639 meter över havet.
Trakten runt Seldalsfjall är nära nog obefolkad, med mindre än två invånare per kvadratkilometer. Närmaste större samhälle är Vopnafjörður, omkring 15 kilometer väster om Seldalsfjall. Trakten runt Seldalsfjall består i huvudsak av gräsmarker.